# Стрибки у воду на Європейських іграх 2023 — трамплін, 3 метри (жінки)
Змагання зі стрибків у воду з триметрового трампліна серед жінок на Європейських іграх 2023 відбулись 25 червня.

## Результати[1][2]
| Місце | Спортсмен             | Країна          | Попередні змагання | Попередні змагання | Фінал              | Фінал              |
| Місце | Спортсмен             | Країна          | Бали               | Місце              | Бали               | Місце              |
| ----- | --------------------- | --------------- | ------------------ | ------------------ | ------------------ | ------------------ |
| 1     | К'яра Пеллакані       | Італія          | 300.50             | 2                  | 321.45             | 1                  |
| 2     | Емілія Нільссон       | Швеція          | 386.00             | 9                  | 316.60             | 2                  |
| 3     | Мішель Гаймберг       | Швейцарія       | 291.55             | 3                  | 306.70             | 3                  |
| 4     | Лена Гентшель         | Німеччина       | 272.75             | 8                  | 304.95             | 4                  |
| 5     | Грейс Рід             | Велика Британія | 300.60             | 1                  | 298.55             | 5                  |
| 6     | Дешерн Бент-Ашмейл    | Велика Британія | 288.45             | 4                  | 293.10             | 6                  |
| 7     | Гелле Туксен          | Норвегія        | 262.35             | 10                 | 285.50             | 7                  |
| 8     | Росіо Велазкес Ролдан | Іспанія         | 250.15             | 12                 | 272.55             | 8                  |
| 9     | Саскія Оеттінгаус     | Німеччина       | 274.95             | 7                  | 257.80             | 9                  |
| 10    | Клер Краян            | Ірландія        | 288.45             | 4                  | 254.50             | 10                 |
| 11    | Меделін Кокез         | Швейцарія       | 269.95             | 9                  | 249.70             | 11                 |
| 12    | Елна Відерстром       | Швеція          | 256.80             | 11                 | 174.55             | 12                 |
| 13    | Ганна Письменська     | Україна         | 240.95             | 13                 | Завершили змагання | Завершили змагання |
| 14    | Еліза Піцціні         | Італія          | 238.15             | 14                 | Завершили змагання | Завершили змагання |
| 15    | Жульєт Ланді          | Франція         | 231.90             | 15                 | Завершили змагання | Завершили змагання |
| 16    | Селін ван Дойн        | Нідерланди      | 227.50             | 16                 | Завершили змагання | Завершили змагання |
| 17    | Лорін Галласелка      | Фінляндія       | 224.85             | 17                 | Завершили змагання | Завершили змагання |
| 18    | Амелі Форстер         | Румунія         | 224.35             | 18                 | Завершили змагання | Завершили змагання |
| 19    | Тереза Єлінкова       | Чехія           | 221.40             | 19                 | Завершили змагання | Завершили змагання |
| 20    | Кара Лбієз            | Австрія         | 218.85             | 20                 | Завершили змагання | Завершили змагання |
| 21    | Кая Скжек             | Польща          | 212.45             | 21                 | Завершили змагання | Завершили змагання |
| 22    | Естілла Мосена        | Угорщина        | 207.25             | 22                 | Завершили змагання | Завершили змагання |
| 23    | Александра Блажовська | Польща          | 201.60             | 23                 | Завершили змагання | Завершили змагання |
| 24    | Патрісія Кун          | Угорщина        | 199.20             | 24                 | Завершили змагання | Завершили змагання |
| 25    | Каролін Купка         | Норвегія        | 197.25             | 25                 | Завершили змагання | Завершили змагання |